# Bajadasaurus
Bajadasaurus ist eine Gattung sauropoder Dinosaurier aus der Familie der Dicraeosauridae. Bajadasaurus pronuspinax ist die einzige bekannte Art der monotypischen Gattung und lebte während der Unterkreide in Südamerika.
Diese Gruppe von Sauropoden besaß ausgeprägte gegabelte Dornfortsätze entlang der Wirbelsäule. Zu dieser Familie zählt auch Amargasaurus, der ca. 15 Mio. Jahre später auftrat, und von dem ein fast vollständiges Skelett ebenfalls in Argentinien entdeckt wurde. Der zeitliche Abstand zwischen Bajadasaurus und Amargasaurus, unterstützt die Vermutung, dass die Entwicklung eines Stachelkamms über einen langen Zeitraum verlief.

## Namensgebung und Funde

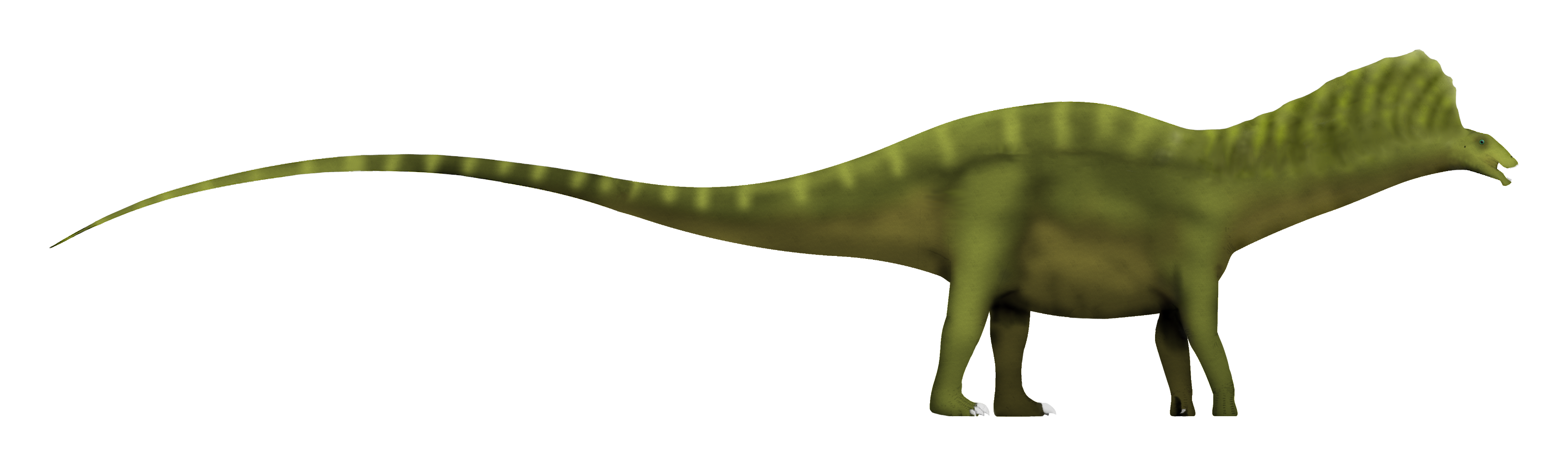
Lebendrekonstruktion von Bajadasaurus pronuspinax

Der Gattungsname Bajadasaurus wurde in Anlehnung an den Fundort aus dem spanischen Wort „bajada“ („bergab“) in Kombination mit dem latinisierten altgriechischen Wort σαῦρος „sauros“ („Eidechse“, „Salamander“) abgeleitet. Der Artzusatz „pronuspinax“ setzt sich zusammen aus dem lateinischen „pronus“ („vorwärts geneigt“) und dem ebenfalls lateinischen „spina“ („Dorn“, „Stachel“, „Rückgrat“) und bezieht sich auf die langen, nach vorne gekrümmten Dornfortsätze der Halswirbelsäule.
Die ca. 140 Millionen Jahre alten Überreste wurden in einem Aufschluss der Bajada Colorada-Formation (Neuquén-Becken, Patagonien, Argentinien) der Unterkreide (spätes Berriasium bis Valanginium) etwa 57 km südlich der Stadt Picún Leufú an der Nationalstraße 237 gefunden. Das Belegmaterial umfasst einen nahezu vollständigen Schädel, einschließlich des kompletten Unterkiefers, sowie Atlas- und Axis-Wirbel und den vermutlich fünften Halswirbel. Die Schädelfragmente sind die bisher am besten erhaltenen Belege für die gesamte Familie und erlauben einen zuverlässigen Rückschluss auf Größe und Form eines Dicraeosauridenschädels.

## Merkmale

### Körperbau und Größe
Wie alle Sauropoden hatte auch Bajadasaurus einen tonnenförmigen Körperbau der an den der Diplodociden erinnert, mit langem Hals und sehr langem Schwanz, wobei jedoch im Gegensatz zu jener Gruppe eine Tendenz zur Verkürzung des Halses deutlich wird. Bajadasaurus war trotz seiner Größe von 3 m, einer Länge von ca. 12 m und einem Gewicht von ungefähr 4.000 kg ein relativ kleiner Vertreter der Sauropoden. Typisches Merkmal der Dicraeosauriden sind die stark verlängerten, teilweise stachelartigen, gegabelten Dornfortsätze der Hals- und Rückenwirbel, die bei Amargasaurus sehr deutlich ausgeprägt sind und bei Bajadasaurus extreme Form annehmen.
Der Schädel ähnelte dem von Diplodocus, war also langgestreckt, mit hoch auf dem Kopf liegenden Nasenöffnungen und einer auf das vordere Ende der Schnauze beschränkten Bezahnung.

## Systematik

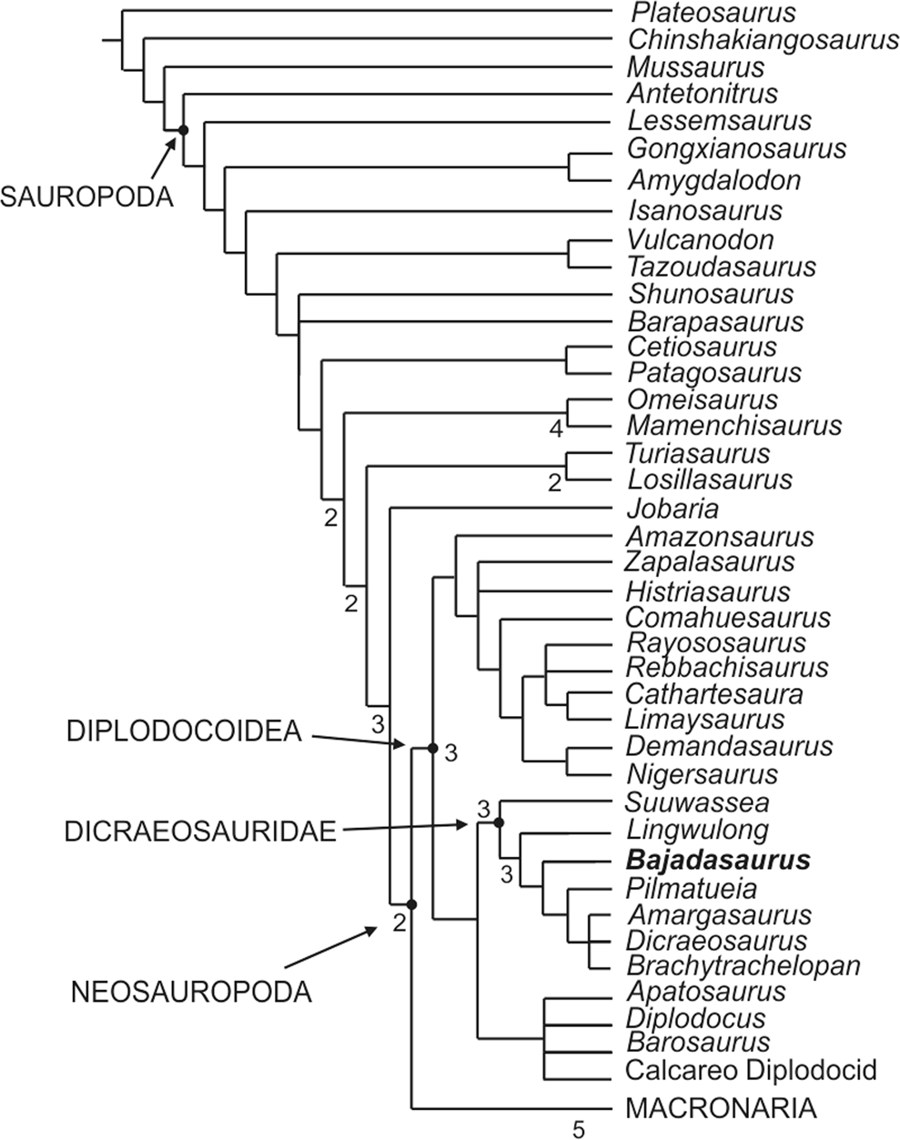
Phylogenetische Position von Bajadasaurus pronuspinax

Gegenwärtig (Stand: 2019) sind sechs andere Dicraeosauriden-Arten aus dem Mitteljura Chinas (Lingwulong shenqui), dem Oberjura von Afrika (Dicraeosaurus), Nordamerika (Suuwassea emiliae) und Zentralpatagonien (Brachytrachelopan mesai) sowie der Unterkreide aus Nordpatagonien (Pilmatueia faundezi und Amargasaurus cazaui) bekannt. Im Vergleich mit anderen Sauropoden, wie z. B. den Diplodociden, die sich durch sehr lange Hälse auszeichneten, erreichte der Hals von Brachytrachelopan mit 150 cm Länge nur 75 % der Rumpflänge. Damit hatte dieses Tier den kürzesten Hals aller bekannten Sauropoden und bestärkte damit in der wissenschaftlichen Diskussion der Experten den Vorschlag die Halslänge innerhalb der Gruppe der Dicraeosauriden grundsätzlich zu verkürzen.
Bajadasaurus gehört zu den Dicraeosauridae, einer von drei Gruppen innerhalb der Diplodocoidea und bildet das Schwestertaxon einer Klade, die aus Pilmatueia (Unterkreide) und einer unbenannten Gruppe besteht, zu der Amargasaurus, Brachytrachelopan und  Dicraeosaurus gehören. Bajadasaurus ist damit neben Amargasaurus und Pilamatueia der dritte Vertreter aus der Unterkreide.

## Paläobiologie
Bajadasaurus war wie alle Vertreter der Sauropoden ein reiner Pflanzenfresser. Die Anordnung der Augenhöhlen könnte ein Indiz dafür sein, dass dieser Dinosaurier auch beim Fressen zu einer nach vorne gerichteten, möglicherweise stereoskopischen Sicht fähig war.

### Funktion der verlängerten Dornfortsätze
Bajadasaurus besaß paarweise angeordnete, relativ lange dünne Stacheln am Hals, die nach vorn geneigt, und teils mehr als einen Meter lang waren. Es wird für wahrscheinlich gehalten, dass die Stacheln von einer Keratinhülle umgeben waren, um eine bessere mechanische Stabilität gegen einen potentiellen Bruch zu bieten, ähnlich wie die Hörner heutiger Säugetiere.
Obwohl frühere Untersuchungen zum Schluss kamen, dass die Hörner bei Amargasaurus wahrscheinlich nicht viel länger als der Knochen selbst waren, legen die Längenverhältnisse von Knochenkern zu Keratinscheide und die Untersuchungen zur Materialresistenz bei rezenten Reptilien und Säugetieren nahe, dass die Keratinhüllen bei Amargasaurus und Bajadasaurus möglicherweise um bis zu 50 % länger als der Knochen selbst gewesen sein könnten, um den Knochenschutz zu verbessern.
Die Funktion der langen Dornfortsätze ist umstritten. Es wird diskutiert, dass diese Stacheln zur Abwehr und zur Abschreckung von Raubtieren gedient haben könnten. Eine rein defensive Funktion, die sich nur auf den knöchernen Widerstand der neuralen Wirbelsäule stützt, scheint unvereinbar mit dem Fortbestehen von langstacheligen Dicraeosauriden über einen Zeitraum von 15 Mio. Jahren. Die große Anzahl von scharfen Stacheln hätte für Fleischfresser ein erhebliches Risiko bei einem Angriff dargestellt. Es werden jedoch auch Funktionen zur Thermoregulation und der Kommunikation mit Artgenossen, z. B. dem Imponierverhalten vermutet.